# Frederico Guilherme da Silva Pereira

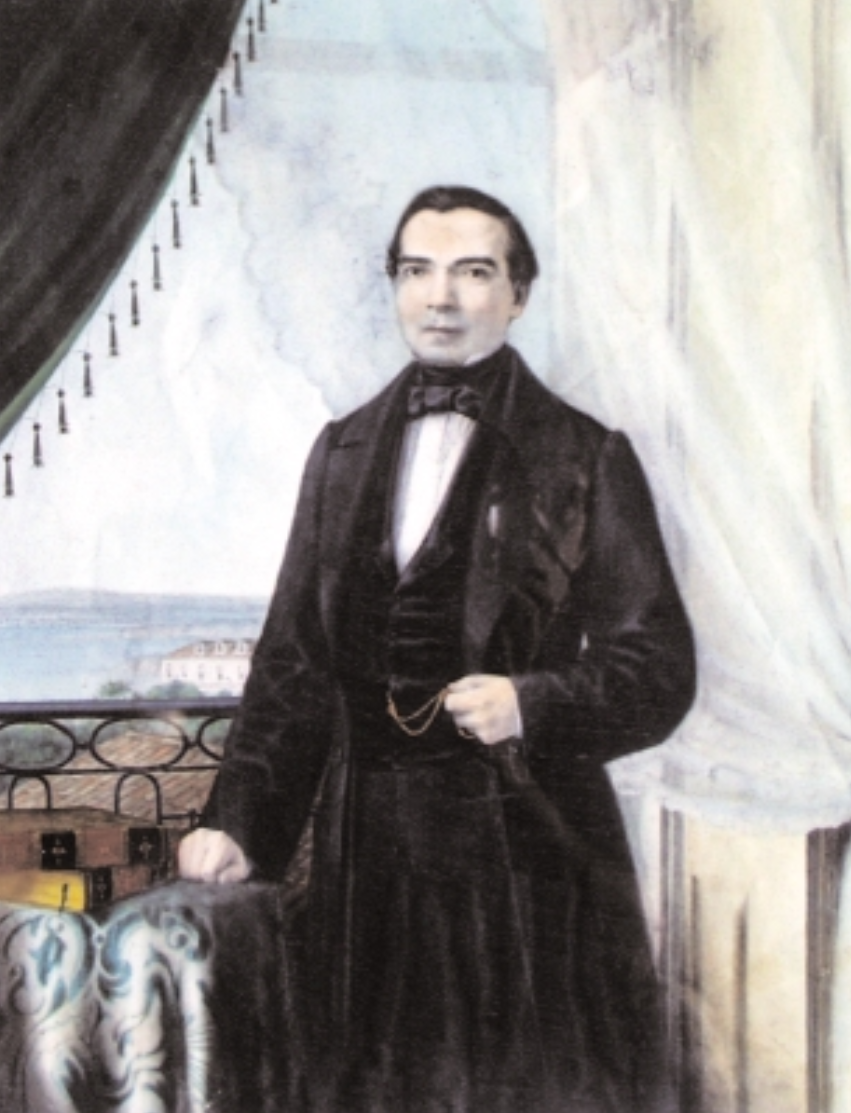
Conselheiro Silva Pereira

Frederico Guilherme da Silva Pereira (Monção, 28 de Abril de 1806 — Lisboa, 18 de Fevereiro de 1871) foi 
um magistrado judicial, que ascendeu a juiz do Tribunal da Relação do Porto e depois a juiz presidente do Tribunal da Relação de Lisboa, e político, que entre outras funções de relevo foi deputado e Ministro da Justiça e dos Negócios Eclesiásticos do governo regenerador presidido pelo Marechal Saldanha (1853-1856). Era irmão de Francisco Xavier da Silva Pereira, o 1.º conde das Antas, e de dois outros parlamentares. Fez parte da Maçonaria, sendo grão-mestre do Círculo Irlandês de Lisboa (1853 e 1871).

## Biografia
Foi filho de Francisco Xavier Silva Pereira, cavaleiro da Ordem de São Bento de Avis, coronel de infantaria do exército e governador da praça de Campo Maior. A sua mãe foi Antónia José de Abreu. Ao tempo do seu nascimento, o seu pai era oficial subalterno do regimento de Valença, em cuja praça a família permaneceu até 1807, ano em que o seu pai passou à reserva e foi fixar-se na cidade do Porto, com a patente de capitão. Era irmão de Francisco Xavier da Silva Pereira, o 1.º conde das Antas, do marechal-de-campo José Joaquim da Silva Pereira, do deputado António Júlio da Silva Pereira, do general de brigada e deputado Joaquim Narciso da Silva Pereira e de Adriano Augusto da Silva Pereira, escrivão do Tribunal da Relação do Porto.  
Bacharel em Direito pela Universidade de Coimbra, onde se formou em 1827, ingressou na magistratura, ascendendo a juiz desembargador do Tribunal da Relação do Porto e depois a juiz presidente do Tribunal da Relação de Lisboa.
Foi eleito deputado em 1851 pelo círculo eleitoral de Arcos de Valdevez e reeleito em 1852 pelo círculo eleitoral de Sintra. Na primeira legislatura foi membro das comissões parlamentares de Verificação de Poderes e de Petições, sem intervenções relevantes no plenário. Integrou em 1853 a comissão parlamentar especial encarregada de dar parecer sobre o bill de indemnidade às ditaduras saldanhistas de 1851 e 1852.
Entre 3 de setembro de 1853 e 6 de junho de 1856 exerceu as funções de Ministro da Justiça e dos Negócios Eclesiásticos no 21.º governo da Monarquia Constitucional, presidido pelo duque de Saldanha, assumindo interinamente a pasta da Fazenda no período de 8 de Novembro de 1855 a 3 Janeiro de 1856, enquanto o titular, Fontes Pereira de Melo, esteve ausente em missão financeira no estrangeiro. Após ter abandonado o governo, não regressou à política activa, embora o seu nome tenha figurado no elenco da Comissão Central Eleitoral do Partido Regenerador aquando das eleições de Maio de 1858. 
Silva Pereira apresentou um projecto de lei abolindo os castigos corporais militares, por «incompatíveis com a civilização e a humanidade» e defendeu um reforço de verbas para as obras públicas na região do Porto, em especial destinadas à reparação e conclusão da estrada entre Vila Nova de Gaia e Lourosa.
Foi fidalgo da Casa Real e comendador da Ordem de Nossa Senhora da Conceição de Vila Viçosa. Casou com Ana Cândida dos Reis, filha de Máximo José dos Reis, o último capitão-mor e primeiro presidente da Câmara Municipal de Sintra.